# محافظة الجبيل
محافظة الجبيل، هي إحدى محافظات المنطقة الشرقية في السعودية، وعاصمتها الإدارية مدينة الجبيل. تقسم الجبيل إلى ثلاث أقسام: الجبيل الصناعية التي تضم المصانع الكبرى، وتحتوي على الجبيل1 و الجبيل2 والمنطقة السكنية الحديثة وتدار من الهيئة الملكية، والقسم الثاني هو البلد، أما القسم الثالث فهو الجبيل التحلية التي أُنشئت لسكن موظفي التحلية.

## السكان
بلغ عدد سكان محافظة الجبيل (505,162) نسمة حسب تعداد السعودية 2022، عدد السعوديين (196,158) نسمة، وعدد غير السعوديين (309,004) نسمة.

## المراكز الإدارية التابعة
- جوسمين
- جزيرة جنة
- أبو حدرية